# 黄滩乡
黄滩乡，是中华人民共和国四川省达州市大竹县曾经下辖的一个乡。2019年12月，撤销黄滩乡，将其所属行政区域划归川主乡管辖。

## 行政区划
黄滩乡撤销前下辖以下地区：
凤鸣社区、沙溪村、洗马村、三联村、平桥村和汇水村。